# Sallands
Sallands (ISO 639-3: sdz), jedan od deset donjosaksonskih jezika kojim govori nepoznat broj ljudi u nizozemskoj provinciji Overijssel, u regiji Salland, imenovanoj po Salijskim Francima. Jedan od službenih u Nizozemskoj. Govornici se služe i nizozemskim. Od 1996. priznat od nizozemske vlade kao dio donjosaksonskog.

## Vanjske poveznice
- Ethnologue (16th)
- Sallands (15th)
- Ethnologue (14th)